# سن آماندسبرگ
سن آماندسبرگ (به لاتین: Sint-Amandsberg) یک منطقهٔ مسکونی در بلژیک است که در خنت واقع شده‌است. سن آماندسبرگ ۵٫۹۹ کیلومتر مربع مساحت و ۲۳٬۱۴۳ نفر جمعیت دارد.